# 克里斯蒂安·尤尔
克里斯蒂安·尤尔（丹麥語：Christian Juhl，1898年4月29日—1962年9月27日），丹麦男子竞技体操运动员。他曾代表丹麦获得1920年夏季奥运会体操比赛男子团体自由式金牌。他于1962年在埃斯比约去世。